# Quercus verde
Quercus verde — вид рослин з родини букових (Fagaceae), ендемік Мексики.

## Опис
Цей вид листопадний, виростає приблизно три метри заввишки. Кора сіра, луската. Гілочки стрункі, білувато вовнисті. Листки оберненояйцюваті або довгасті; верхівка тупа; основа серцеподібна; край цілий або з кількома зубами біля верхівки, злегка загнутий; верх блискучий з розсіяними зірчастими волосками; низ блідіший із сіруватими зірчастими волосками; ніжка листка ≈ 5–9 мм, щільно-зірчасто запушена. Чоловічі сережки завдовжки 25–35 мм, нещільні, зірчасто волохаті; жіночі суцвіття 10–25 мм завдовжки, 2–4 квіткові. Жолудь дозріває у перший рік

## Поширення й екологія
Ендемік мексиканського штата Нуево-Леон. Про середовище існування Q. verde відомо небагато. Росте на висотах 2100–2500 м.